# Џејн Адамс
Џејн Адамс (енгл. Jane Addams; Сидервил, 6. септембар 1860 — Чикаго, 21. мај 1935) била је америчка пацифисткиња, добитница Нобелове награде за мир 1931. са Николасом М. Балтером.

## Биографија
Џејн Адамс је рођена 6. септембра 1860, у малом граду Сидервилу, у Илиноису, као осмо од укупно деветоро деце. Њена мајка је умрла када је Џејн имала само три године. Неки сматрају да је управо тај догађај проузроковао њену жељу да постане лекар, када је била дете. Али она није могла да постане лекар и оствари свој сан, јер је често имала болове у леђима и била болешљива већину времена.
Године 1877, Џејн је кренула у Женску Богословију у Роквилу, где је научила да пише и ауторитативно говори, особине које ће доћи до изражаја током њених каснијих година. Када је дипломирала Богословију 1881, она се опет разболела и постала депресивна. Касније те године јој је умро отац. Џејн је тада имала само 21 годину.
Након смрти њеног оца, Џејн и остатак њене породице се преселио у Филаделфију где је почела похађати Женски Медицински Колеџ, како би остварила свој сан из детињства. Па ипак, она се поново разболела, а њеној ситуацији је допринело и када је њен брат, Вебер, доживео нервни слом.
Џејн никада није дипломирала. Уместо тога, она је кренула на путовање са својом маћехом по Европу од 1883. до 1885. године. Након тога, живе у Балтимору од 1886. до 1887, када започиње ново путовање по Европи, овог пута са групом пријатеља. Тада њен живот полако почиње да има смисао.
Када је Џејн отпутовала у Лондон, наишла је на огромно сиромаштво које је индустријализација изазвала у Енглеској. Она је такође видела насеље кућа Тојнби Хал, који ће се користити у циљу учења радника и од којег је изникао интерес за социјалне реформе.
Када се Џејн вратила у САД, она је отпутовала у Чикаго и тамошње старо здање преправила у кућу како би се користила за бригу о деци и давању им медицинске неге. Истовремено је покушала да очисти отпад са градских улица који је изазивао разне болести. Док је боравила у Чикагу, она је такође успела да просвети и едукује сиромашне. Често је говорила на црквеним окупљањима и у женским клубовима и разговарала је са студентима.
Већ 1898. године, Џејн је почела бити позната широм нације по њеним говорима и била је чак и препоручена да се састане са председником Вудром Вилсоном од стране његовог блиског пријатеља који је чуо да говори. Она је чак покушала да заустави долазак Првог светског рата, иако је то било неизбежно. Она је такође подстицала медитацију и постала официр напредне странке и Женске међународне лиге за мир и слободу, где је постала председник 1915. Чак јој је био понудио посао у Црвеном крсту, али она га је одбила, јер је Црвени крст водила војска, а самим тим, подржавали су рат.
Године 1931. Џејн је добила Нобелову награду за мир за све што је урадила, укључујући и њену помоћ светском разоружању после Првог светског рата, Хал кућу и многа друга достигнућа. Умрла је 21. маја 1935. покушавајући да оствари свој сан да свако дете буде срећно. Сахрањена је у Сидервилу, њеном родном месту. За њом су остале многе књиге о проституцији, женским правима, малолетничкој деликвенцији и војсци.